# Cynomys gunnisoni
El perrito de las praderas de Gunnison (Cynomys gunnisoni) es una especie de roedor esciuromorfo de la familia Sciuridae propio de la zona de las Cuatro Esquinas de Estados Unidos. Vive principalmente en praderas de matorral e hiberna de noviembre a marzo.

## Descripción
El perrito de las praderas de Gunnison se distingue de las otras especies de perrito de la pradera por su color amarillento, más pálido que otras especies y tiene una cola más corta.

## Estado de conservación
Esta especie aparece en la lista roja de la UICN con un estado  de riesgo menor.

## Subespecies
Se conocen dos subespecies de Cynomys gunnisoni.
- Cynomys gunnisoni gunnisoni
- Cynomys gunnisoni zuniensis